# إعلالن (اخيانن)
إعلالن هو دُوَّار يقع بجماعة حاسي بركان، إقليم الناظور، جهة الشرق في المملكة المغربية. ينتمي الدوّار لمشيخة اخيانن التي تضم 4 دواوير. يقدر عدد سكانه بـ 15 نسمة حسب الإحصاء الرسمي للسكان والسكنى لسنة 2004.

## روابط خارجية
- البوابة الوطنية للجماعات الترابية
- المندوبية السامية للتخطيط